# Gabrovo
Pour les articles homonymes, voir Gabrovo (homonymie).
Gabrovo (en alphabet cyrillique : Габрово) est une ville du centre de la Bulgarie adossée au versant nord de la chaîne montagneuse Stara Planina ou Grand Balkan. Elle est le chef-lieu de l'oblast de Gabrovo et, au sein de celui-ci, constitue la seule ville au sein de l'obchtina de Gabrovo.
Ses industries textiles en ont fait la ville la plus industrialisée de Bulgarie au début du XXe siècle et lui ont autrefois valu le surnom de Manchester bulgare.
Principaux points d'intérêt touristique : la première école laïque de Bulgarie (l'École Aprilovska, 1835), les églises du XIXe siècle, le musée de la satire et de l'humour. À proximité : le village ethnographique Etara, le monastère Sokolski, le monastère de Dryanovo, la station de ski Uzana, le village Bojentsi (ou Bozhentsi), inscrit au répertoire de l'UNESCO.

## Géographie physique
La ville est bâtie sur la route d'un des principaux cols traversant la chaîne montagneuse, dans la haute vallée de la Yantra, une région pittoresque. Elle se situe à proximité du centre géographique de la Bulgarie, Uzana.

## Population
| 1880  | 1887  | 1910  | 1934   | 1946   | 1956   | 1965   | 1975   | 1985   |
| ----- | ----- | ----- | ------ | ------ | ------ | ------ | ------ | ------ |
| 7 646 | 7 958 | 8 423 | 13 668 | 21 180 | 37 919 | 57 805 | 75 040 | 81 250 |

| 1992   | 2001   | 2005   | 2011   | 2021   | 2022   | - | - | - |
| ------ | ------ | ------ | ------ | ------ | ------ | - | - | - |
| 76 522 | 67 065 | 63 004 | 58 367 | 48 133 | 44 768 | - | - | - |

## Jumelages
La ville de Gabrovo est jumelée avec :
- Alost (Belgique)
- Tchernihiv (Ukraine)
- Kumanovo (Macédoine du Nord)
- Mitishti (Russie)
- Mittweida (Allemagne)
- Mahiliow (Biélorussie)
- Nowy Sącz (Pologne)
- Panevėžys (Lituanie)
- Prešov (Slovaquie)
- Sisak (Croatie)
- Thoune (Suisse)

## Personnes liées à la ville
- Christo artiste reconnu mondialement naturalisé américain.